# Khoa

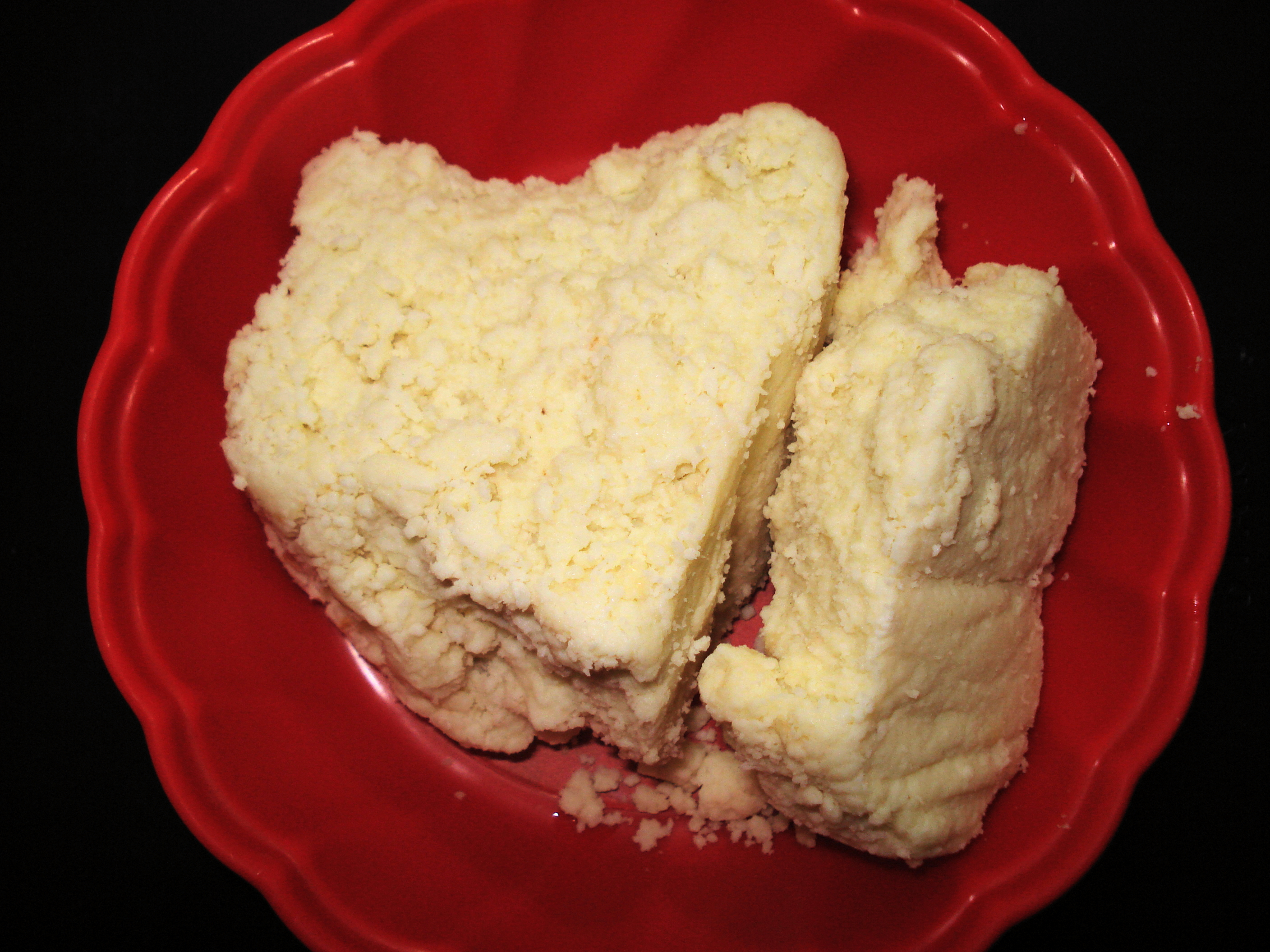
Khoya

Khoa ist ein indisches Milchprodukt. Es ist auch bekannt als Khoya, Khava, Khawa, Kava, Palghoa oder Mava. Traditionell wird Khoa hergestellt, indem 4 bis 5 Liter Milch (vorzugsweise Büffelmilch) in einer „Karahi“ (eiserne Pfanne mit zwei Griffen) auf rauchfreiem Feuer unter ständigem Rühren und Schaben erhitzt werden. Die Milch verdickt sich mit fortschreitender Erwärmung und koaguliert zu einer teigartigen Masse. Ungefähr 5,5 % der gesamten in Indien produzierten Milch werden in Khoa umgewandelt. 

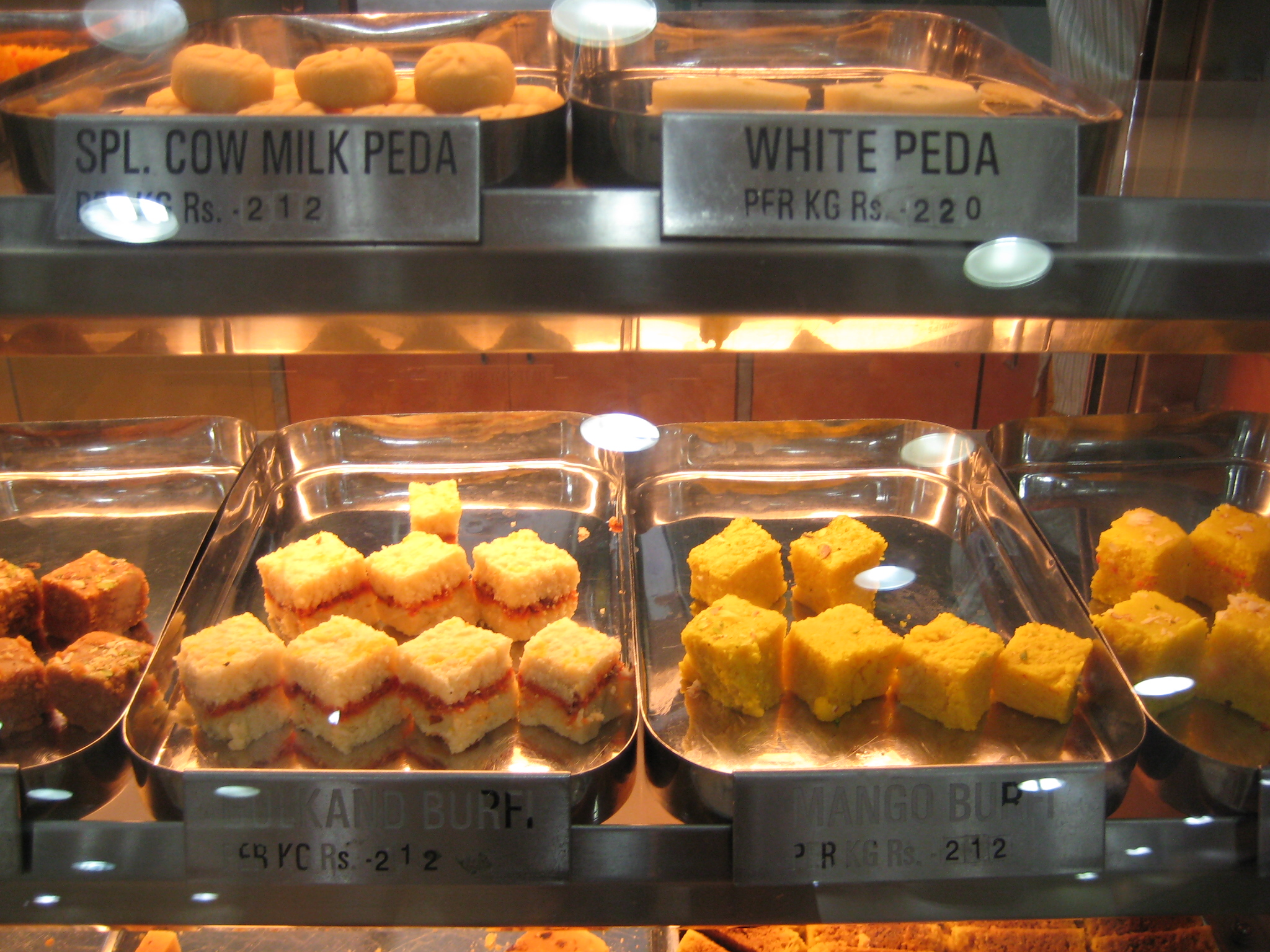
Burfi and Peda, Indian Sweets Mithai Chennai India

Khoa dient als Zwischen- oder Grundmaterial für die Zubereitung verschiedener traditioneller indischer Milchprodukte, wie beispielsweise Peda, Burfi (Barfi), Kalakand, Gulab Jamun usw. Aus ernährungsphysiologischer Sicht ist Khoa eine gute Eiweißquelle. Es enthält ziemlich viel Fett und Laktose, sowie Mineralien, insbesondere Kalzium.

## Definition

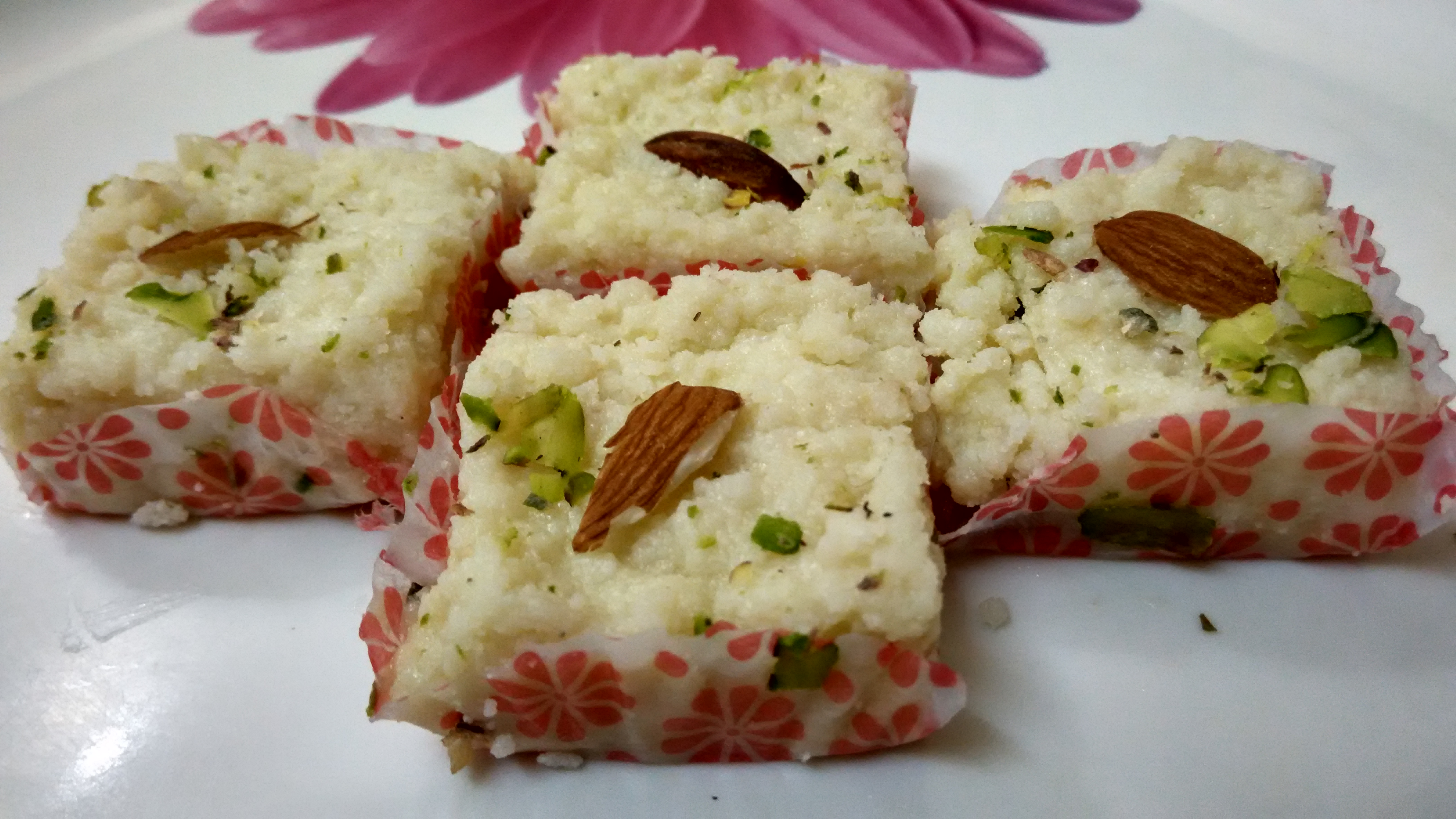
Kalakand

Gemäß der Lebensmittelsicherheits- und Standardverordnung von 2011 bezeichnet Khoya (sowie alle Namen, unter denen es verkauft wird, wie Pindi, Danedar, Dhap, Mawa oder Kava) das Produkt, das aus Kuh- oder Büffel- oder Ziegen- oder Schafsmilch oder Milchfeststoffen oder Kombinationen davon, durch schnelles Trocknen gewonnen wird. Der Milchfettgehalt darf mindestens 30 Prozent bezogen auf das Trockengewicht des Endprodukts betragen. Es darf Zitronensäure nicht mehr als 0,1 Gewichtsprozent enthalten. Es muss frei von Stärke, Zucker und Farbstoffen sein.

## Herstellungsmethode
Die Milch wird zu Beginn des Wärmetrocknungsprozesses kontinuierlich gerührt und gegen Ende des Prozesses, wenn die Milch eine halbfeste Konsistenz erreicht hat, geschabt, um Karamellisierung und Bräunung zu verhindern. Dieses Rühren oder Abkratzen wird unter Verwendung einer flachkantigen, langstieligen Metallkelle bzw. eines Schabers mit der Bezeichnung „Khunti“ durchgeführt.